# Casa di Michelangelo al Gianicolo
Casa di Michelangelo è il nome dato ad una facciata di un'antica dimora che si trova a Roma, alla "Passeggiata del Gianicolo" sul Gianicolo, nel rione Trastevere.

## Storia
Il grande viale che oggi collega Porta San Pancrazio con il Piazzale del Gianicolo e il Monumento a Giuseppe Garibaldi è attualmente ornato dalla facciata di un edificio rinascimentale (che nasconde una cisterna d'acqua) appartenuto ad una casa che si trovava nei pressi della basilica di Santa Maria in Aracoeli, al Campidoglio, dove si ritiene che Michelangelo abbia vissuto per alcuni anni.
La casa in cui trascorse trent'anni della sua vita e infine morì si trovava in  Via Macel de' Corvi, presso la chiesa di Santa Maria di Loreto, anch'essa vicina al Campidoglio. Il grande artista scelse di vivere lontano dalla corte papale, per ottenere una maggiore riservatezza.
Durante la costruzione del Vittoriano, l'edificio fu demolito e ricostruito, nel 1874, da Domenico Jannetti, su via delle Tre Pile, la strada che conduce a Piazza del Campidoglio.
Nel 1941 nacque l'esigenza di ampliare questa strada, che comportò lo spostamento della facciata nella sede attuale.
Nel 2011 davanti alla Casa di Michelangelo è stato collocato il monumento a Ciceruacchio, opera di Ettore Ximenes
All'epoca l'edificio era di proprietà della famiglia Pellegrini, che lo vendette al Comune di Roma.
Originariamente la casa aveva due camere da letto, un laboratorio al piano terra, una sala da pranzo e una cucina.